# Veturilo
Veturilo (рус. Ветури́ло) — публичная система совместного использования велосипедов в Варшаве (Польша), введённая в эксплуатацию 1 августа 2012 года. Система включает в себя 55 станций и 1000 велосипедов в 3 городских районах — Средместье (центр города), Беляны и Урсынов, другие 2 станции начали работать в августе того же года в районе Вилянув. Это самая крупная система совместного использования велосипедов в Польше.

## Название
Название системы было определено проведённым в интернете конкурсом с голосованием. Участники предложили тысячи названий, из которых жюри отобрало шесть для всеобщего голосования в интернете. На следующем этапе в ходе интернет-голосования победил вариант Veturilo (32 % голосов); другими были: Wawabike (26 %), Ziuuu (12 %), Rowerynka (12 %), Bajker (11 %) и Wabik (6 %).
Слово Veturilo взято из языка эсперанто, переводится как «транспортное средство» (производное от глагола veturi «ехать»).

## Система
Система работает 9 месяцев в году, с 1 марта по 30 ноября. Чтобы пользоваться системой, желающие должны зарегистрироваться и внести 10 злотых в качестве первоначального взноса. Первые 20 минут езды бесплатны. Более длительные поездки — платные и могут длиться не более 12 часов, штраф за превышение этого времени 200 злотых, а после 13 часов оператор может заявить в полицию о краже велосипеда. За потерю, кражу или поломку полагается штраф в 2000 злотых.
| Время | 20 мин. | 1 ч  | 2 ч  | 3 ч  | 4 ч и последующ. часы | свыше 12 ч |
| Цена  | б/пл    | 1 зл | 3 зл | 5 зл | 7 зл                  | 200 зл     |

Veturilo совместимо с аналогичной системой Варшавы Bemowo Bike, расположенной в районе Бемово.